# Georges Rötig
Georges Frédéric Rötig (Le Havre, 1º ottobre 1873 – 1961) è stato un pittore francese.
Importante pittore di soggetti animali della scuola francese, studiò a Parigi. Fra i suoi insegnanti si ricordano Benjamin Constant, Georges Lefebvre e Jean Paul Laurens.
Dal 1894, Rötig espose al Salon des Artistes Français, ebbe numerosi e prestigiosi premi e riconoscimenti nel 1902 e 1904 ed il Premio "Rosa Bonheur" nel 1913.
Molti dei suoi lavori sono esposti in parecchie collezioni pubbliche in Francia, tra queste si ricordano Le Musee d'Amiens di Cambrai e il Museo di Le Havre.